# Cathédrale Notre-Dame-du-Bourguet de Forcalquier
Cette  cathédrale n’est pas la seule cathédrale Notre-Dame.
La cocathédrale Notre-Dame-du-Bourguet de Forcalquier est une cathédrale catholique et un monument historique français, située dans la ville de Forcalquier, dans les Alpes-de-Haute-Provence.
Cette cathédrale fait l’objet d’un classement au titre des monuments historiques depuis le 18 avril 1914.

## Historique

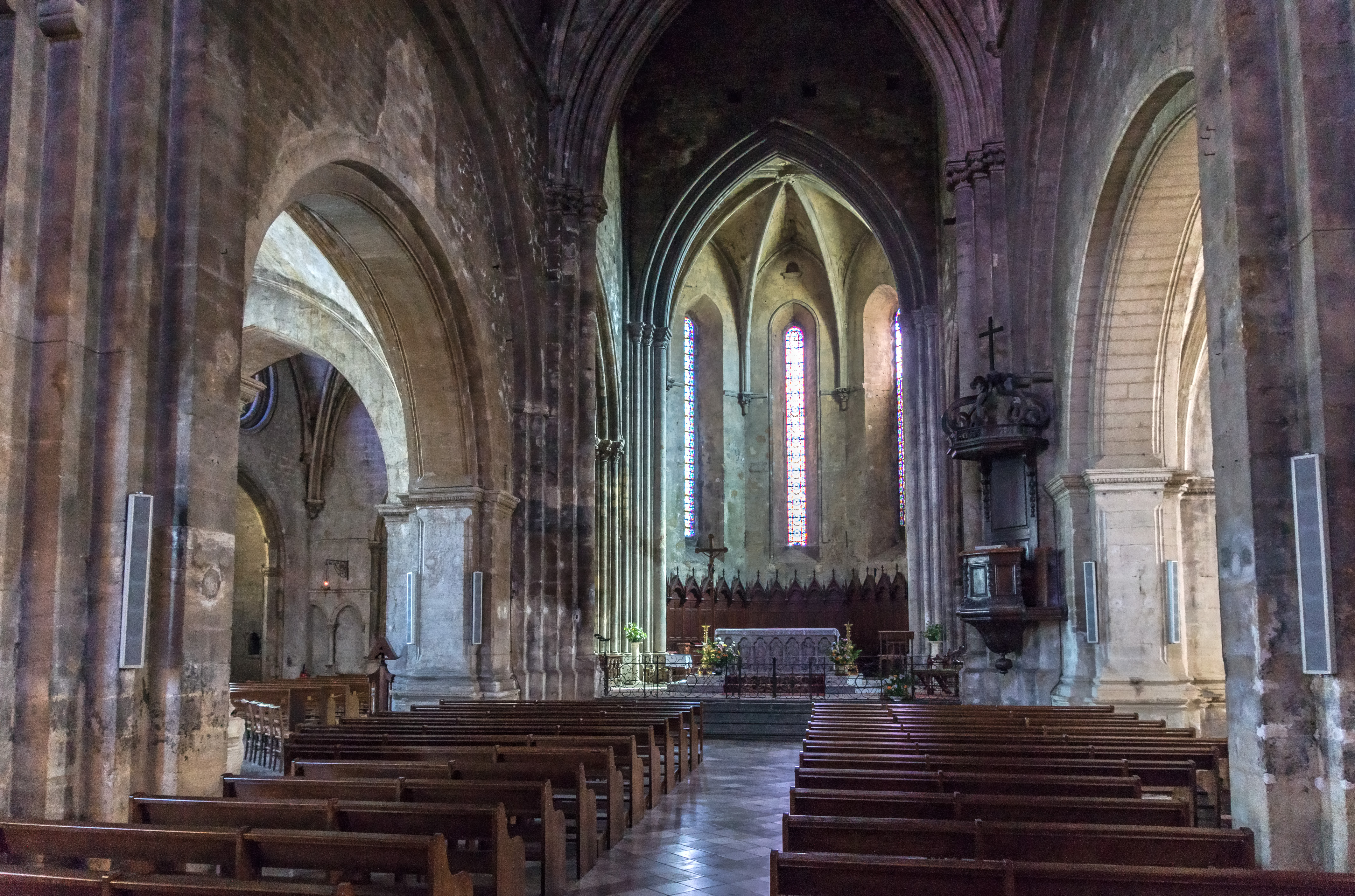
Vue intérieure de la cathédrale.

La cathédrale de Forcalquier était une deuxième place (siège) de l’évêque de Sisteron, qui ne pouvait pénétrer dans sa ville de Sisteron en raison d’un différend entre lui et son chapitre. Installé à Forcalquier, il en éleva la collégiale au rang de co-cathédrale.
Notre-Dame-du-Bourguet datant du XIIe siècle fut érigée en « cocathédrale » du diocèse de Sisteron en 1408. Il y avait auparavant, dès 1065, une cocathédrale à Forcalquier qui fut d'abord la collégiale romane Saint-Mary, dont il ne subsiste que quelques éléments. 
Nef centrale, chœur, transept et clocher datent des premières années du XIIIe siècle et constituent le premier essai d'adaptation d'art gothique en Pays d'Oc. Le campanile est du XVIe siècle, les nefs latérales et le deuxième étage du clocher sont du XVIIe siècle. Les premiers jeux du grand orgue remontent à 1629. 

### Mobilier
Le tableau du triomphe du Christ, par Nicolas Mignard, est classé.
La cloche Maria-Sauvaterra pèse 1 200 kg et date de 1609. L’orgue date de 1630.

### Travaux
En 2008-2009, la coupole du petit clocher a été refaite, après avoir été endommagée par la foudre. Le paratonnerre a été changé et l'horloge refaite.

## Dimensions
- Longueur extérieure : 40 m
- Largeur extérieure : 29,5 m
- Hauteur totale : 36,5 m

## Source
- Parc naturel du Luberon, Autour de l’An Mil en pays de Forcalquier, catalogue d’exposition, 2007